# Dermatitis
La dermatitis (del griego derma ‘piel’, e -itis ‘inflamación’) es un término que designa a cualquier inflamación cutánea con afectación dermoepidérmica. El eccema es un cuadro clínico que cursa con signos variables, principalmente prurito, vesiculización y exudación en las formas agudas. En las formas crónicas se presenta descamación y liquenificación con engrosamiento de la piel en la región afectada.

## Debate sobre los términos 'eccema' y 'dermatitis'
Según la escuela americana de Dermatología, ambos términos se utilizan indistintamente para referirse al patrón de reacción común a varias enfermedades cutáneas.
Según la mayoría de dermatólogos europeos, el eccema es un cuadro clínico con signos agudos y crónicos, mientras que la dermatitis es un "cajón de sastre" para agrupar diferentes patologías.

## Fisiopatología
Los patrones de la inflamación son muy variados, por lo que recibe diversas denominaciones como eccematosa, psoriasiforme, liquenoide, herpetiforme, etc.
Su forma de presentación puede ser: aguda, subaguda o crónica. El grado de afectación puede variar desde generalizada (por todo el cuerpo) hasta mínima (pequeñas zonas afectadas).

## Tipos de dermatitis
Según su forma de presentación y características clínica hay los siguientes tipos de dermatitis:
- Dermatitis simple o erupción cutánea
- Dermatitis atópica o eccema atópico: puede presentar muchas variantes, pero en general se caracteriza por placas de costras rojas de piel inflamada con constante comezón.
- Dermatitis de contacto: se produce cuando la superficie de la piel entra en contacto con una sustancia que se origina fuera del cuerpo.[3]
- Dermatitis seborreica o seborrea: caracterizada por lesiones escamosas generalmente en el cuero cabelludo (no confundir con caspa) y la cara.
- Dermatitis herpetiforme o enfermedad de Duhring-Brocq
- Dermatitis de Berloque
- Dermatitis ocre
- Dermatitis supurativa
- Eccema dishidrótico